# Coral Hills
 (juillet 2025).
Pour les articles homonymes, voir Coral.
Coral Hills est une census-designated place située dans le comté du Prince George, dans l’État du Maryland, aux États-Unis. Lors du recensement de 2020, elle comptait 9 997 habitants.